# قاراقویون
قاراقویون نام منطقه‌ای در سمت شمال دهستان خانندبیل غربی در بخش مرکزی شهرستان خلخال است که در ۳۷ درجه و ۳۸ دقیقه و ۴۵ ثانیه عرض شمالی و ۴۸ درجه و۲۱ دقیقه و ۴۲ ثانیه طول شرقی جای گرفته است و از سمت شمال به دهستان سنجبدغربی، از سمت غرب به دهستان سنجبد جنوبی، از سمت جنوب به طالب یوردو و روستای آق بولاغ و از سمت شرق به جین دره سی  منتهی می‌شود.
.